# 内山純
内山 純（うちやま じゅん、女性、1963年 -）は、日本の小説家、推理作家。神奈川県生まれ。

## 経歴・人物
立教大学社会学部卒業。自営業。2014年、『B（）ハナブサへようこそ』で第24回鮎川哲也賞（選考委員：北村薫・辻真先・近藤史恵）を受賞。同年10月に書籍を刊行してデビュー。好きな作家として、アイザック・アシモフ、ジェフリー・アーチャー、E・S・ガードナーなどを挙げている。

## 作品
- B（）ハナブサへようこそ (2014年10月 東京創元社 ISBN 978-4-488-02547-2) / 【改題】ビリヤード・ハナブサへようこそ (2018年2月 創元推理文庫 ISBN 978-4-488-48011-0)
  - 「バンキング」
  - 「スクラッチ」
  - 「テケテケ」
  - 「マスワリ」
- 土曜はカフェ・チボリで (2016年5月 東京創元社 ISBN 978-4-488-02761-2 / 2022年3月 創元推理文庫 ISBN 978-4-488-48013-4)
  - 「マッチ擦りの少女」
  - 「きれいなあひるの子」
  - 「アンデルセンのお姫様」
  - 「カイと雪の女王」
- ツノハズ・ホーム賃貸二課におまかせを (2017年11月 東京創元社 ISBN 978-4-488-02777-3) / 【改題】新宿なぞとき不動産 (2020年10月 創元推理文庫 ISBN 978-4-488-48012-7)
  - 「大家の事情」
  - 「入居者の事情」
  - 「入居申込人の事情」
  - 「その土地の事情」
  - 「エピローグ」
- みちびきの変奏曲 (2022年11月 集英社文庫）
- レトロ喫茶おおどけい (2023年8月 双葉文庫)
- 魔女たちのアフタヌーンティー (2024年2月 角川文庫)
- さかのぼり喫茶おおどけい (2025年1月 双葉文庫)